# Lycaena dschagatai
Lycaena dschagatai är en fjärilsart som beskrevs av Grum-grshimailo 1890. Lycaena dschagatai ingår i släktet Lycaena och familjen juvelvingar. Inga underarter finns listade i Catalogue of Life.